# Polyblastus townesi
Polyblastus townesi là một loài tò vò trong họ Ichneumonidae.